# Við Løkin
El Við Løkin es un estadio de fútbol ubicado en Runavík, Islas Feroe. El estadio tiene capacidad para 1.500 espectadores y está equipado con Césped artificial.
El estadio alberga los partidos de local del NSÍ Runavík, equipo de la Primera División de Islas Feroe.